# 清水成信
清水 成信（しみず しげのぶ、1955年9月3日 - ）は、日本の実業家。国際原子力開発社長、中部電力副社長、電気事業連合会副会長。

## 来歴・人物
長野県出身。横浜市立大学商学部卒業後、1980年中部電力入社。1996年アステル中部出向。1999年営業部計画グループ課長。同年営業部大口営業グループ課長。2003年販売本部大口営業部エネルギー営業グループ部長。2006年販売本部法人営業部法人営業グループ部長。2008年 
販売本部法人営業部長。2009年執行役員販売本部法人営業部長。
2012年常務執行役員名古屋支店長。2015年取締役専務執行役員お客さま本部長、エネルギー事業部統括兼名古屋都市エネルギー代表取締役社長、トーエネック取締役。2016年取締役専務執行役員販売カンパニー社長兼名古屋都市エネルギー代表取締役社長、トーエネック取締役。
2018年顧問、専務執行役員待遇、電気事業連合会専務理事・福島支援本部長、国際原子力開発代表取締役社長。2020年からは副社長執行役員待遇、電気事業連合会副会長・福島支援本部長を務め、中間貯蔵施設での共同利用を巡り、三村申吾青森県知事や宮下宗一郎むつ市長と協議を進めるなどした。2022年中部国際空港取締役。
また、日本エネルギー経済研究所理事。原子力環境整備促進・資金管理センター理事、日本原子力産業協会理事、大原記念労働科学研究所理事、日本動力協会理事、企業活力研究所評議員、名古屋駅地区街づくり協議会副会長（代理）、日本科学技術振興財団評議員、経済広報センター評議員、日本原子力文化財団評議員、文部科学省科学技術・学術審議会研究計画・評価分科会原子力科学技術委員会委員、経済産業省水素・燃料電池戦略協議会委員、資源エネルギー庁総合資源エネルギー調査会資源・燃料分科会委員、資源エネルギー庁総合資源エネルギー調査会資源・燃料分科会石油・天然ガス小委員会石油市場動向調査ワーキンググループ委員、日本原子力研究開発機構核不拡散・核セキュリティ総合支援センター核不拡散科学技術フォーラム委員、民間活力開発機構事業推進委員会委員、日本電気技術規格委員会間規格制改定プロセス評価委員会委員等も兼任した。